# Styrelseakademien
StyrelseAkademien är en svensk ideell förening som syftar till att stärka företags och andra organisationers förmåga att skapa bättre resultat och värdeutveckling genom att professionalisera styrelsearbetet. 
Föreningen har 2015 över 6 000 individuella medlemmar i 18 lokala föreningar och föreningen utbildar årligen cirka 2 000 personer i styrelse- och ägarfrågor. 

## Historik
Idén utvecklades av Öjvind Norberg omkring 1986. StyrelseAkademien tog stegvis form och grundades i Stockholm 1990 av Öjvind Norberg, Peter Sponbergs och senare Nils Ekblad. Verksamheten drevs först kommersiellt som ett av grundarna helägt aktiebolag med tjänster runt styrelseuppdrag. Inledningsvis var Norberg ordförande och Ekblad vd. De tre grundarna beslutade senare att utan kostnad överlåta verksamheten och namnet StyrelseAkademien till en renodlat ideell förening, vilket skedde den 22 februari 1994.  Till Advisory Board utsågs bolagsbyggaren Torbjörn Ek, entreprenören Uno Alfredéen och bolagsjuristen Björn Edgren. 
Föreningens ordförande har varit Torbjörn Ek (Hexagon), Björn Wolrath (Skandia), Lars-Åke Helgesson (Stora) och P-O Asplund (Business Result); sedan 2008 är Lars-Erik Forsgårdh (tidigare Aktiespararna) ordförande.

## Verksamhet
StyrelseAkademien har tillsammans med revisionsföretaget Deloitte genom en gemensam stiftelse utvecklat programmet Guldklubban, som varje år utser två ordförande som gjort förtjänstfulla insatser (en från ett noterat bolag och en från ett onoterat bolag).
StyrelseAkademien samarbetar med organisationen Företagarna genom att utbilda deras 14 regionala styrelser i styrelsearbete. Andra partners är Tillväxtverket som genom StyrelseAkademien driver programmet Medelstora Företag i Förändring.
StyrelseAkademien ger tillsammans med Ekerlids Förlag ut kvartalstidskriften Professionellt StyrelseArbete. 
Sedan 2008 tillhandahåller StyrelseAkademien en enhetlig grundutbildning i styrelsearbete. Kursen bygger på den svenska aktiebolagslagen och den svenska koden för styrelsearbete. Under 2010 lanserade StyrelseAkademien ett program för högre styrelseutbildning.